# Manobiella
Manobiella is een geslacht van kevers uit de familie bladkevers (Chrysomelidae).
De wetenschappelijke naam van het geslacht werd in 1993 gepubliceerd door Medvedev.

## Soorten
- Manobiella apicalis Medvedev, 2001
- Manobiella longirostris Medvedev, 1993
- Manobiella robusta Medvedev, 2001